# Semurung
Semurung is een bestuurslaag in het regentschap Sarolangun van de provincie Jambi, Indonesië. Semurung telt 1364 inwoners (volkstelling 2010).